# Шабрлош
Шабрлош (фр. Chabreloche) насеље је и општина у централној Француској у региону Оверња, у департману Пиј де Дом која припада префектури Тјер.
По подацима из 2011. године у општини је живело 1314 становника, а густина насељености је износила 136,73 становника/km². Општина се простире на површини од 9,61 km². Налази се на средњој надморској висини од 620 метара (максималној 913 m, а минималној 597 m).

## Демографија
| 1962. | 1968. | 1975. | 1982. | 1990. | 1999. | 2011. |
| ----- | ----- | ----- | ----- | ----- | ----- | ----- |
| 1.401 | 1.490 | 1.400 | 1.421 | 1.381 | 1.323 | 1.314 |

График промене броја становника у току последњих година